# Mobile (Alabama)
Mobile er en by i den sydvestlige del af delstaten Alabama i det sydøstlige USA. Mobile har 187.041(2020) indbyggere, og den er dermed den tredjestørste by i delstaten Alabama. Den ligger ved Mobile Bay og er Alabamas eneste havneby. Byen er administrativt centrum i det amerikanske county Mobile County.

## Personer fra Mobile
- Augusta Jane Evans († 1909), forfatter
- William Crawford Gorgas († 1920), læge, officer
- Eugene Walter († 1998), digter, forfatter[3]
- Ray Sawyer († 2018), sanger for Dr. Hook & The Medicine Show
- Hank Aaron, baseballspiller († 2021)
- Donald Eugene Siegelman (1946-), politiker, guvernør
- Lloyd Austin (1953-), forsvarsminister (2021-), voksede op i Thomasville, Georgia,[4] født i Mobile
- Tim Cook (1960-), forretningsmand, chef i Apple Inc.
- Laverne Cox (1972-)

## Ekstern henvisning
- Mobiles hjemmeside (engelsk)